# Nikanor Dawydow
Nikanor Karpowicz Dawydow (ros. Никанор Карпович Давыдов, ur. 1897 we wsi Lubkowo w guberni smoleńskiej, zm. w listopadzie 1981 w Teodozji) – radziecki dowódca wojskowy i funkcjonariusz służb specjalnych, kombrig.

## Życiorys
Urodzony w rodzinie rosyjskiego chłopa, 1914 pracował jako cieśla w urzędzie wojskowym w Witebsku, później pracował w gospodarstwie ojca, od marca do października 1915 cieśla w urzędzie wojskowym w Orszy, później ponownie pracował w gospodarstwie ojca. Od czerwca 1916 do grudnia 1917 służył w rosyjskiej armii, podoficer w pułku piechoty, od grudnia 1917 do października 1918 instruktor pododdziału gminnego komitetu rewolucyjnego, od września 1919 do grudnia 1921 dowódca plutonu i kompanii, od października 1919 członek RKP(b)/WKP(b). Od grudnia 1921 dowódca kompanii 3 oddziału pogranicznego Czeki/OGPU w Mińsku, od grudnia 1922 dowódca kompanii 15 samodzielnego batalionu pogranicznego, od grudnia 1923 kursant Wyższej Szkoły Pogranicznej OGPU, 1924-1926 dowódca kompanii w tej szkole, później pomocnik kierownika i kierownik kursu Wyższej Szkoły Pogranicznej OGPU, następnie pomocnik szef wydziału szkoleniowego Wyższej Szkoły Pogranicznej NKWD, od 31 maja 1936 major. Od października 1937 do stycznia 1938 kierownik wydziału Wojskowej Akademii Mechanizacji i Motoryzacji Armii Czerwonej w Moskwie, od 1938 pułkownik Armii Czerwonej, od stycznia do 26 marca 1938 instruktor Wydziału Zarządzania Organami Partyjnymi KC WKP(b), od 14 marca 1938 do 28 lutego 1939 szef Wydziału Kadr NKWD ZSRR. Od 28 lutego 1939 do 10 stycznia 1942 naczelnik Centralnej Szkoły NKWD ZSRR, 10 maja 1940 awansowany na kombriga, od marca do sierpnia 1942 kierownik wydziału Wojskowej Akademii Mechanizacji i Motoryzacji Armii Czerwonej w Taszkencie, od sierpnia 1942 do stycznia 1943 kombryg 219 Brygady Pancernej Frontu Kalinińskiego, od stycznia 1943 do stycznia 1944 szef sztabu wojskowego obozu w Tambowie, od sierpnia 1944 do lutego 1945 szef sztabu Ukraińskiego Obozu Wojskowego Lwowskiego Okręgu Wojskowego, od stycznia 1946 do kwietnia 1948 zastępca dowódcy 32 Gwardyjskiej Zmechanizowanej Dywizji Berdyczowskiej, od kwietnia 1948 do września 1950 zastępca dowódcy 28 Dywizji Zmechanizowanej, od września 1950 do sierpnia 1953 szef Sztabu Wojsk Pancernych i Zmechanizowanych Tawryczewskiego Okręgu Wojskowego, następnie na emeryturze w Symferopolu, później w Teodozji.

## Odznaczenia
- Order Lenina
- Order Czerwonego Sztandaru
- Order Wojny Ojczyźnianej II klasy
- Order Czerwonej Gwiazdy
- Medal jubileuszowy „XX lat Robotniczo-Chłopskiej Armii Czerwonej” (22 lutego 1938)

I 7 medali.